# Arothron meleagris

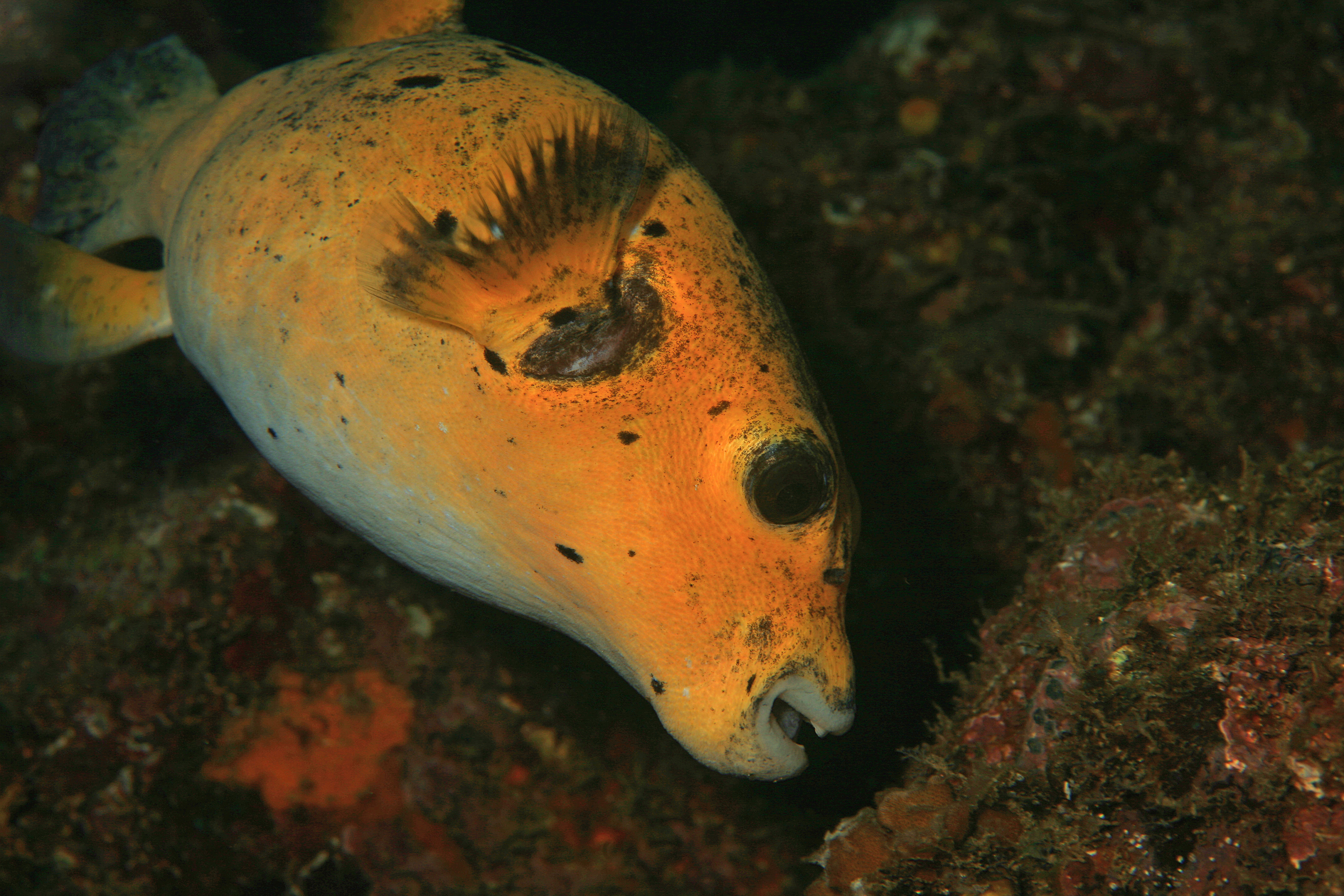
Exemplar fotografiat a Panamà.

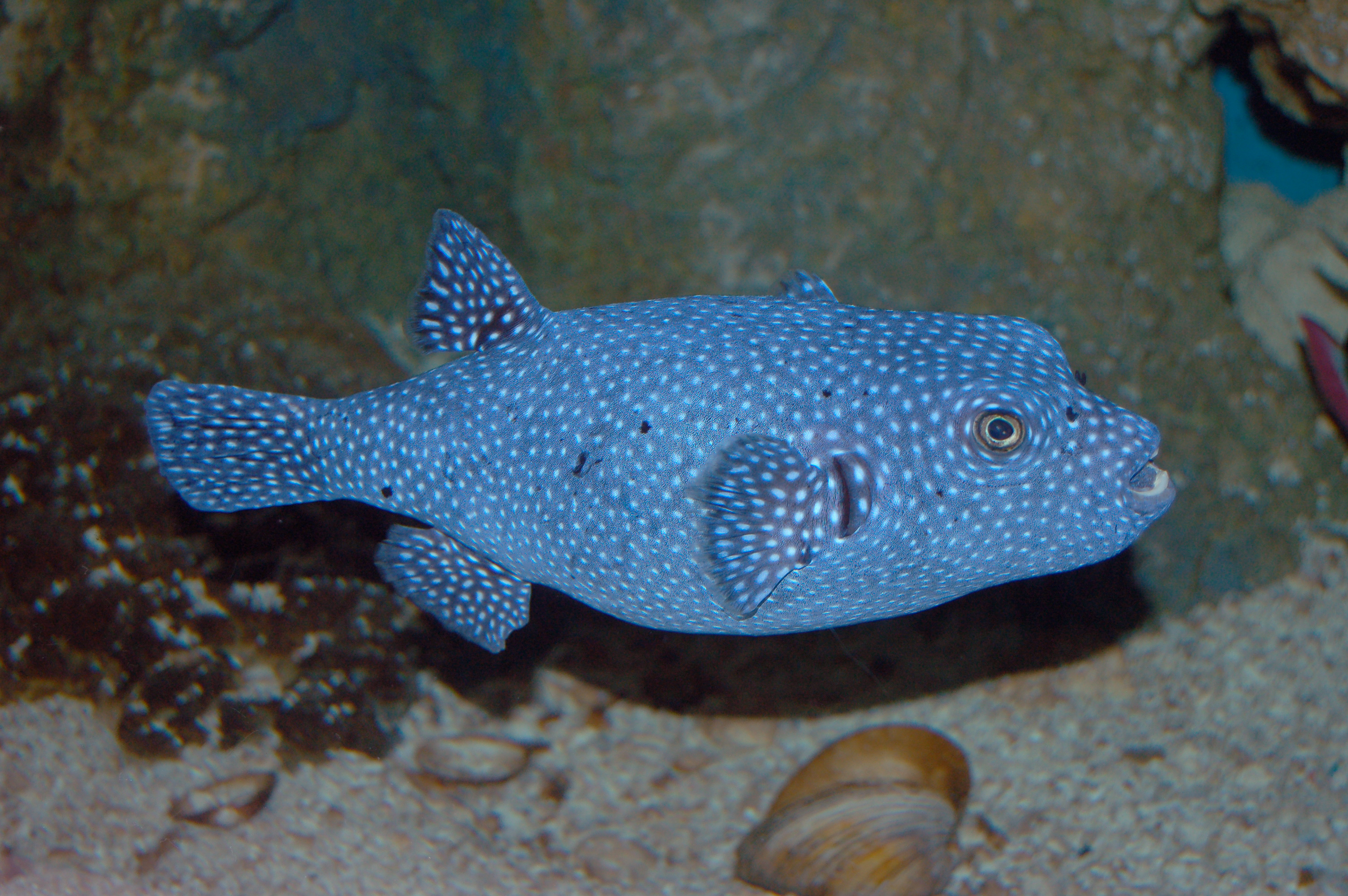
Exemplar blau

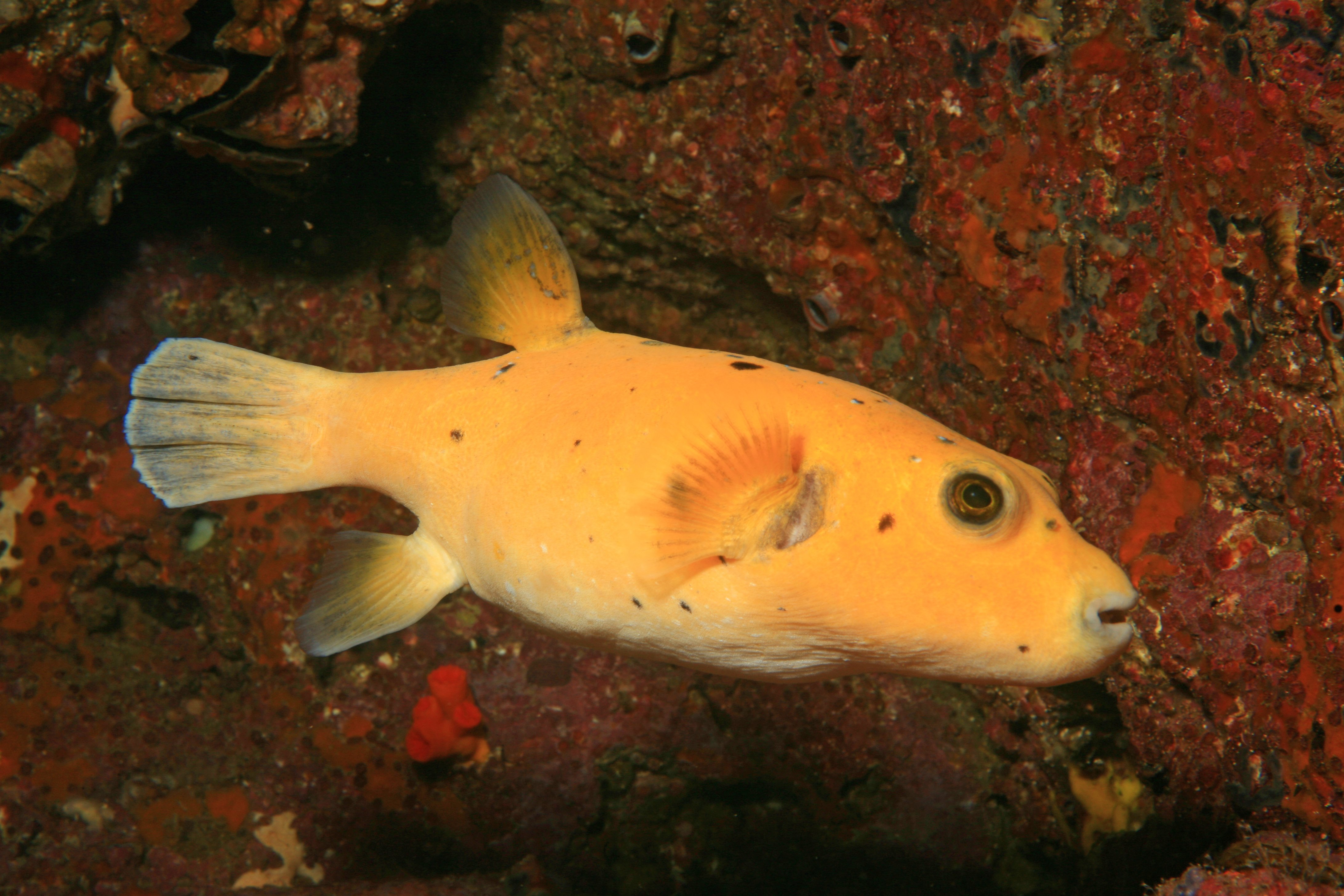
Exemplar de Panamà.

Arothron meleagris és una espècie de peix de la família dels tetraodòntids i de l'ordre dels tetraodontiformes.

## Morfologia
- Els mascles poden assolir 50 cm de longitud total.[4][5]

## Alimentació
Menja coralls, esponges marines, mol·luscs, briozous, tunicats, algues i detritus.

## Hàbitat
És un peix marí, de clima tropical i associat als esculls de corall que viu entre 3-24 m de fondària.

## Distribució geogràfica
Es troba des de l'Àfrica oriental fins a Durban -Sud-àfrica-, Panamà, les illes Ryukyu i l'illa de Pasqua. També és present des de Guaymas (Mèxic) fins a l'Equador.

## Observacions
No es pot menjar, ja que és verinós per als humans.